# 山田彦彌
山田 彦彌（やまだ ひこや、1932年11月16日 - 1999年10月31日）は、日本の編集者。週刊新潮編集長、新潮社常務取締役。 

## 経歴
東京に生まれる。福岡県立修猷館高等学校を経て、1957年、慶應義塾大学文学部仏文科卒業。
卒業後、日本私立大学協会に入り、機関紙「教育学術新聞」の編集に従事するが、1958年新潮社に転じる。週刊新潮編集部副部長を経て、1981年に週刊新潮第3代編集長に就任。1985年に取締役となる。
1993年に週刊新潮編集長を辞任し、1994年、新潮社常務取締役に就任する。そのころ、作家山崎豊子は小説『沈まぬ太陽』の構想を多くの出版社に持ち込んでいたが、これがある航空会社の労働組合の不条理な内情がテーマであったため、その報復を恐れた出版社に相手にされず、自費出版さえ考えていた。以前山崎の担当をしていた山田は、この事を知るとすぐさま山崎に原稿を依頼し、1995年1月から週刊新潮への連載が開始された。これに対し、その航空会社は新潮社のすべての出版物への広告掲載を打ち切り、連載中は週刊新潮の機内への搭載も停止するという対抗措置を取った。しかし、この連載の反響が大きく、週刊新潮の売上げ部数が大幅に増大したため、この広告収入の損害を埋め合わせることができた。
『沈まぬ太陽』はその後単行本となり、ベストセラーとなったが、その報告を聞いた数日後に山田は入院先の病院で息を引き取った。山田の告別式では、山崎豊子が弔辞を読み、「私の戦友だった山田さん」と呼びかけた。